# Motion (программа видеонаблюдения)
Motion — детектор движения, программа видеонаблюдения для Linux. Работает в форме легковесного демона, написанного на языке Си. Работает с телевизионными камерами и веб-камерами через video4linux и с сетевыми IP-камерами. Отслеживает сигнал, полученный с одной или нескольких видеокамер, и, при обнаружении изменений на картинке осуществляет запись фотографий в форматах JPEG, ppm или видеопотока в формате MPEG (который также можно транслировать в сеть). Возможен захват кадров через определённые интервалы времени или по команде cron. Информация о событии может быть отправлена на указанный адрес электронной почты, при возникновении события (обнаружении движения) может быть также выполнена пользовательская команда или скрипт. Начиная с версии 4.2, Motion поддерживает шифрование с TLS.